# Edeskär
Edeskär är en ö i Finland. Den ligger i Skärgårdshavet och i kommunen Pargas i landskapet Egentliga Finland, i den sydvästra delen av landet. Ön ligger omkring 55 kilometer väster om Åbo och omkring 200 kilometer väster om Helsingfors. Edeskär ligger 4 meter över havet.
Öns area är 2,4 hektar och dess största längd är 260 meter i sydöst-nordvästlig riktning. Runt Edeskär är det glesbefolkat, med 8 invånare per kvadratkilometer. Närmaste större samhälle är Korpo, 15,7 km sydost om Edeskär.